# В'язівка (Кременчуцький район)
В'язі́вка —  село в Україні, у Козельщинській селищній громаді Кременчуцького району Полтавської області. Населення становить 39 осіб. До 2017 орган місцевого самоврядування — Михайликівська сільська рада.

## Географія
Село В'язівка знаходиться на відстані 2 км від сіл Вільне та Дяченки.

## Історія
12 червня 2020 року, відповідно до розпорядження Кабінету Міністрів України № 721-р «Про визначення адміністративних центрів та затвердження територій територіальних громад Полтавської області», село увійшло до складу Козельщинської селищної громади.
19 липня 2020 року, в результаті адміністративно - територіальної реформи та ліквідації Козельщинського району, село увійшло до складу новоутвореного Кременчуцького району.